# The Exploding Hearts
The Exploding Hearts was een Amerikaanse punkband uit Portland. De band  bracht één album uit, waarna drie van de vier leden omkwamen bij een verkeersongeval. Het album groeide uit tot een klassieker in de powerpop en punk.

## Geschiedenis
The Exploding Hearts werd in 2001 opgericht door zanger-gitarist Adam Cox, gitarist Terry Six, bassist Jim Evans en drummer Jeremy Gage. Cox raakte niet lang na de oprichting bevriend met King Louie Bankston (Royal Pendletons, Persuaders). Nadat Bankston een nummer voor hem zong tijdens een telefoongesprek, werd hij aangetrokken als co-songwriter, zanger en toetsenist.
In april 2003 verscheen hun debuutalbum Guitar Romantic. Op dat moment genoot de band al bekendheid in de powerpop- en punkscenes; er gingen MP3's rond van een geripte lp die in beperkte oplage was uitgebracht in Duitsland. Evans had de band een week vóór de opnames van het album verlaten. Matt Fitzgerald werd gevraagd om een show met de band te spelen, waarna hij prompt werd aangenomen. Rond de verschijning van het album verliet ook Bankston de band. De andere leden waren op zoek naar een manager en wilden hun muziekcarrière serieuzer aanpakken, terwijl Bankston van muziek juist niet zijn werk wilde maken. Hij was als co-songwriter medeverantwoordelijk voor een belangrijk deel van de nummers op het album.
Op 20 juli 2003 raakte de band betrokken bij een eenzijdig ongeval. De bandleden zaten in een tourbusje en waren onderweg naar huis na een concert dat ze de vrijdag ervoor gaven. Cox, Fitzgerald en Gage kwamen bij het ongeval om het leven. Six en bandmanager Rachel Rachelle overleefden het ongeval. Verschillende bands uit de punkscene in Portland organiseerden benefietconcerten om de nabestaanden te steunen. De band stond ten tijde van het ongeval op het punt om te tekenen bij Lookout! Records. Het ongeval betekende het einde voor de band. In 2006 verscheen het verzamelalbum Shattered, met alle singles en nog niet eerder uitgebrachte opnames.
Na zijn vertrek was Bankston actief in Missing Monuments, The Loose Diamonds en als soloartiest. Six nam na het ongeval een album en twee singles op met The Nice Boys. In 2014 kwamen Bankston en Six weer bij elkaar. Onder de naam Terry & Louie brachten ze op 30 september dat jaar een ep uit. De plaat werd gemasterd door Pat Kearns die eerder Guitar Romantic geproduceerd had.

## Stijl
Samen met The Briefs en Epoxies namen The Exploding Hearts na de eeuwwisseling de leiding in de punk revival in het noordwesten van de Verenigde Staten. Volgens Wade Kergan van AllMusic werd de band beïnvloed door The Clash, The Undertones en The Only Ones. Jim Glauner van Trouser Press hoorde hints van Motown, Cheap Trick, Britse punk, bubblegum en een vroege The Who op het studioalbum.

## Discografie
- Guitar Romantic, 2003
- Shattered, 2006